# Stazione di Laconi
La stazione di Laconi è una stazione ferroviaria posta nel comune di Laconi, lungo la linea Isili-Sorgono, dal 1997 utilizzata esclusivamente come ferrovia turistica.

## Storia
La stazione fu realizzata insieme alla ferrovia da cui sarebbe stata servita su iniziativa della Società italiana per le Strade Ferrate Secondarie della Sardegna, concessionaria delle prime linee ferroviarie pubbliche a scartamento ridotto dell'isola, che inaugurò la struttura il 1º aprile 1893 in contemporanea all'apertura all'esercizio del tronco Isili-Meana Sardo.
La SFSS fu il primo gestore dell'impianto, ruolo che mantenne sino al 1921, anno di passaggio della concessione alla Ferrovie Complementari della Sardegna, a cui seguì nel 1989 la Ferrovie della Sardegna.
Durante il periodo di gestione delle FdS la Isili-Sorgono fu chiusa al traffico ordinario a partire dal 16 giugno 1997, venendo destinata all'esclusivo impiego turistico legato al progetto Trenino Verde. Stesso destino capitò quindi alla stazione di Laconi, che da allora è in disuso e priva di traffico per buona parte dell'anno, fatto salvo il periodo estivo. La gestione della struttura è affidata dal 2010 all'ARST.

## Strutture e impianti
Ubicata su un rilievo alla periferia nord-est di Laconi, la stazione è di tipo passante e comprende complessivamente tre binari a scartamento da 950 mm, tra cui il primo di corsa. Da esso si diramano un binario di incrocio, passante, ed un tronchino che serviva il dismesso scalo merci della struttura, dotato anche di un piano caricatore ancora presente nell'area. Entrambi i binari passanti sono inoltre dotati di una propria banchina. Nella parte nord dell'impianto è ubicato inoltre un rifornitore idrico, consistente in una cisterna metallica posta in cima ad una struttura muraria.
Nella stazione è presente un fabbricato viaggiatori a pianta rettangolare e sviluppo su due piani, dotato di tetto a falde in laterizi e tre accessi sul lato binari, con un estensinoe sul solo piano terra adibita in passato a magazzino merci. In una costruzione separata sono ospirate le ritirate dello scalo, che comprende un altro edificio di servizio nell'area del piano di carico.

## Movimento
Dal 1997 la stazione di Laconi è impiegata esclusivamente per il servizio turistico Trenino Verde e per le relative relazioni, effettuabili su richiesta delle comitive dei turisti nel corso dell'intero anno oltre che secondo un calendario tra la primavera e l'autunno, che vede la maggior frequenza di treni nel periodo estivo. Con riferimento all'estate 2017 la stazione era collegata da una coppia di corse domenicali aventi come estremi le stazioni di Mandas e Sorgono.

## Servizi
La stazione è dotata di una sala d'attesa nel fabbricato viaggiatori e di servizi igienici, sebbene di norma non siano a disposizione del pubblico.
- Sala d'attesa
- Servizi igienici

## Interscambi
Dal piazzale esterno alla stazione è possibile raggiungere, tramite le autolinee dell'ARST vari centri della zona (tra cui i principali comuni raggiunti dalla ferrovia), oltre che Cagliari e la stazione di Isili.
- Fermata autobus